# Toronto Star
El Toronto Star és un diari canadenc publicat a la ciutat de Toronto (Ontario). Té la major distribució del país, sobrepassant els 400.000 exemplars diaris (distribuïts gairebé per complet a la província d'Ontario). Posa èmfasi en la cobertura de notícies regionals de l'Àrea metropolitana de Toronto. La seva companyia mare Torstar, té un gran nombre de diaris regionals i comunitaris, així com l'Harlequin Enterprises Ltd, la major editorial de novel·les romàntiques del món. Actualment, Torstar pretén comprar un 20% de Bell Globemedia als propietaris de la CTV i a The Globe And Mail.
La línia editorial del Star està governat en els principis d'Atkinson. Joseph Atkinson, redactor cap del diari de 1899 a 1948, tenia una forta consciència social i defensava nombroses causes associades amb el modern Estat del benestar: les pensions de vellesa, l'assegurança social i la universalitat del sistema sanitari. Els principis que guien sempre les posicions del diari són:
- un Canadà fort, unit i independent
- la justícia social
- les llibertats civils i individuals
- el compromís cívic i comunitari
- els drets dels treballadors
- el paper necessari del govern

Ha donat suport gairebé sempre al Partit Liberal del Canadà a nivell federal, i va ser l'únic diari d'importància en fer-ho en les eleccions federals canadenques de 2006; gairebé la totalitat dels altres diaris de gran tirada van fer costat al Partit Conservador del Canadà. En els anys vuitanta, es va oposar amb força al lliure comerç amb els Estats Units. No obstant això, les posicions adoptades d'aquest diari sorprenen a vegades: es va oposar a la guerra a l'Iraq i a les polítiques del president nord-americà George W. Bush, però va preconitzar la participació canadenca en el projecte d'escut antimíssils. Més recentment, va denunciar la rectitud política a les universitats canadenques i es va oposar a la representació proporcional a les eleccions.

## Redactors notables
- Morley Callaghan
- Ernest Hemingway
- Richard Gwyn
- Chantal Hébert
- Graham Fraser
- Peter C. Newman
- Pierre Berton